# 陳智 (明朝)
陳智（1379年—1446年），字孟機，湖廣武昌府咸寧縣人，明朝政治人物。

## 生平
永樂四年（1406年）丙戌科二甲第十二名進士。授監察御史，巡按福建、蘇松，出為陝西按察使，升江西右布政使，正統元年（1436年）任都察院右都御史，六年（1441年）致仕歸里，十一年（1446年）卒於家。